# PAMS
PAMS(팜스, 영어: Presidential Archives Management System, PAMS)은 대통령 기록물 관리 시스템으로 대통령의 임기동안 청와대를 비롯한 대통령 기록물 생산기관에서 생산한 기록물을 관리하는 시스템으로 대통령 기록관에서 운영한다.